# 北イングリア共和国

北イングリア共和国
Pohjois-Inkeri

北イングリア共和国の位置(赤色)歴史的イングリア地方(薄茶色).

北イングリア共和国（フィンランド語：Pohjois-Inkeri）は、イングリアのフィン人の建設した国家。非常に短命であった。
カレリアの南部、イングリアに住むフィン人は10月革命でボルシェビキ・ロシアから分離して国家を建設した。この国を建設した目標はフィンランドへの合併であった。この国は1919年から1920年までの間イングリアの一部を統治した。
この国はタルトゥ条約によってロシアに併合されることになった。しかし、1930年代までイングリアのフィン人は幾らかの国家的自治権を得られることができたために喜んだ。
1930年代に入るとイングリアはソ連の領土確定政策の要求にしたがった。1928年にはトクソヴォ（フィン語: トクソヴァ Toksova）の町を行政の中心として、この地区にクイヴァイシ・フィン人民族地区（フィンランド語: Kuivaisin suomalainen kansallinen piiri,  ロシア語: Куйвозовский финский национальный район）が設立された。そして1939年にはこの地区が廃止され、この地区はパルゴロヴォ地区に併合された。

## 歴代元首
- サンテリ・テルモネン(Santeri Termonen) 1919年7月9日～1919年9月
- ユホ・ペッカ・コッコ(Juho Pekka Kokko) 1919年9月14日～1919年11月
- ゲオルグ・エルフェングレン(Georg Elfvengren) 1919年11月16日～1920年5月
- ユッカ・ティッラネン(Jukka Tirranen) 1920年6月～1920年12月5日